# MPB: A História que o Brasil Não Conhece
MPB: A História que o Brasil Não Conhece é um curta-metragem brasileiro do gênero mocumentário. O filme foi apresentado pela primeira vez na Mostra Internacional de Cinema de São Paulo de 2011.

## O Filme
O mocumentário é baseado no livro "Firework Operation", de Neil Jackman, e revela um plano conspiratório do governo americano e totalmente desconhecido por boa parte dos brasileiros: a destruição da música brasileira. O curta conta como o compositor Michael Sullivan, ao lado de Paulo Massadas, autores de tantas versões americanas para trilhas de novelas e grupos musicais infantis, eram, na verdade, agentes infiltrados pelos Estados Unidos no país, com o objetivo de subverter a música popular no Brasil.
O diretor André Moraes teve a ideia do filme quando sentou no sofá para assistir clipes na MTV. "Como é que uma TV que tem música no nome não passa clipes? Só podia ser conspiração", conta, aos risos.

### Sinopse
| “ | A partir dos anos 40, a música brasileira começou a impressionar o mundo pelo seu potencial. Os sucessos de Ari Barroso, Carmem Miranda e Tom Jobim deixaram as corporações artísticas espantadas e com medo do Brasil dominar o mundo. Narrado por Caco Ciocler e com depoimentos de ícones dos anos 80, o filme revela, baseado em um livro polêmico, um plano maquiavélico do governo americano de destruir a música brasileira. O curta repassa rapidamente a história da MPB (Música Popular Brasileira) até chegar no momento em que artistas oitentistas são infiltrados pela turma do Tio Sam para acabar com a música tupiniquim. | ” |

### Recepção

#### Continuação
Em abril de 2013, o filme foi upado no Youtube. E logo viralizou. A história inventada – tanto do filme, quanto o livro – deu tão certo que artistas como Margareth Menezes pediram para dar depoimento sobre sua visão da conspiração após assistir ao curta.
Surgiu, então, a ideia de transformar o assunto em uma série, em canal próprio no Youtube, já com um segundo capítulo disponível.

#### Prêmios e Indicações
| Ano  | Prêmio                                          | Categoria                      | Resultado | Ref.  |
| ---- | ----------------------------------------------- | ------------------------------ | --------- | ----- |
| 2011 | 35a Mostra Internacional de Cinema de São Paulo | Melhor Filme de Curta-Metragem | Indicado  | [ 3 ] |